# Virus đa hình
Virus đa hình (Polymorphic code, Polymorphic virus): Khác với các loại virus thông thường luôn giữ nguyên mã lệnh trong tất cả các lần lây nhiễm (đơn hình - chỉ có duy nhất một hình), virus đa hình là virus có khả năng tự động biến đổi mã lệnh để tạo ra các dạng mã độc khác nhau (đa hình - nhiều hình) trong mỗi lần lây nhiễm. Chính vì vậy, virus đa hình có khả năng lẩn trốn một cách tinh vi trước sự truy quét của các phần mềm diệt virus. Virus đa hình thường thực hiện biến đổi mã lệnh một cách ngẫu nhiên hoặc theo một thuật toán dựa trên thời gian hay đối tượng lây nhiễm. Có nhiều loại virus đa hình khác nhau, nhưng phổ biến nhất là đa hình mã lây nhiễm và đa hình mã phá hoại.